# Villefranche-du-Périgord
Villefranche-du-Périgord – miejscowość i gmina we Francji, w regionie Nowa Akwitania, w departamencie Dordogne.
Według danych na rok 1990 gminę zamieszkiwało 827 osób, a gęstość zaludnienia wynosiła 34 osób/km² (wśród 2290 gmin Akwitanii Villefranche-du-Périgord plasuje się na 504. miejscu pod względem liczby ludności, natomiast pod względem powierzchni na miejscu 394.).